# Teresa Heinz Kerry
 Der er for få eller ingen kildehenvisninger i denne artikel, hvilket er et problem. Du kan hjælpe ved at angive troværdige kilder til de påstande, som fremføres i artiklen.

Teresa Heinz Kerry (født 5. oktober 1938) er medlem af adskillige velgørende organisationer. Hun er gift med den amerikanske tidligere præsidentkandidat senator John Kerry.
I 2004 vurderede finansbladet Forbes, at Teresa Heinz Kerry var nummer 400 over de rigeste i USA med en formue på 750 millioner dollars. Hvilket også betyder at hun er den 51. rigeste kvinde i USA.

## Baggrund

### Opvækst
Maria Teresa Thierstein Simões-Ferreira (eller Teresa Simões-Ferreira) er datter af portugisiske forældre. Hun blev født i Mozambique. Faren var læge José Simões-Ferreira og moren Irene Thierstein.
Hun voksede op i koloniens hovedstad, Lourenço Marques (i dag Maputo). Hendes far var læge, og den unge Teresa fik en privilegeret opvækst. Hun tog ofte med faren på sygebesøg i landområderne og lærte det liv at kende, som de mindre heldige havde. 
Hun blev bachelor i romanske sprog og litteratur fra Witwatersrand Universitetet i Johannesburg i Sydafrika. Hun tog embedseksamen fra tolkeskolen ved Geneves universitet, før hun flyttede til USA, hvor hun fik arbejde som oversætter ved FN. Hun behersker engelsk, spansk, fransk, italiensk foruden sit modersmål, portugisisk.

### Ægteskaber
Simões-Ferreira blev gift med senator John Heinz, ejeren af Heinz-koncernen i 1966. Sammen fik de tre sønner: John, André og Christopher. Da John Heinz døde ved et flystyrt i 1991, arvede hun hans formue. Hun mødte senator Kerry på miljøtopmødet i Rio de Janeiro i 1992, og de giftede sig i 1995.

### Godgørenhed
Hun er formand for The Heinz foundations, som uddeler penge til sociale og miljømæssige formål. Hun viser også stor interesse for byen Pittsburgh, som Heinzfamilien er forbundet med gennem finansielle og familiemæssige bånd.

### Forholdet til medierne
Fru Heinz Kerry har i medierne ry for at være meget bestemt og ikke at pakke sine udtalelser ind, selv når de er rettet til offentligheden. Det omdømme har givet hende omtale både fra dem, som bestemt ikke er enige med hende, og fra dem som sympatiserer med hende. Mange mente under præsidentkampagnen i 2004, at hun burde opføre sig, som det passer sig for en præsidentkandidats frue (”det beundrende blik”).  Hillary Clinton skal have sagt, at mange mennesker rundt om i landet tænker: "You go, girl!" 